# Художилов Сергій Миколайович
Сергій Миколайович Художилов (нар. 6 вересня 1965) — радянський та український футболіст, півзахисник. Майстер спорту СРСР (1986).

## Біографія
Розпочав грати у футбол 1983 року у команді Першої ліги «Колос» (Нікополь), але того ж року перейшов у вищоліговий «Дніпро». Втім тут Художилов здебільшого грав за команду дублерів (39 матчів, 3 голи), а за першу команді провів лише 5 матчів у Вищій лізі СРСР і 1985 року повернувся у «Колос».
У 1986—1987 роках проходив військову службу, граючи за СКА (Київ) у Другій лізі СРСР, після чого знову повернувся у «Колос».
У сезоні 1988 року зіграв 5 матчів у Вищій лізі СРСР за «Металіст» (Харків), а потім знову став гравцем «Дніпра». Втім і цього разу Сергій здебільшого грав за дублерів (40 матчів, 6 голів) і 1990 року повернувся в рідний «Колос».
Після розпаду СРСР недовго пограв у Польщі, а з 1992 року вкотре повернувся до нікопольського клубу, що цього разу змінив назву на «Металург» і грав у Першій лізі України.
В подальшому грав за дніпропетровський футзальний клуб «Фортуна» у Вищій лізі України (1993—1995) та аматорський футбольний клуб «Метал» (Дніпропетровськ). Згодом як боковий арбітр працював на матчах чемпіонату та кубку Дніпропетровської області.

### Виступи за збірні
У 1985 році в складі молодіжної збірної СРСР посів четверте місце на домашньому молодіжному чемпіонаті світу (до 20 років), на якому відзначився двома голами, обидва з пенальті.
У 1986 році Художилов був включений до заявки збірної УРСР на футбольний турнір Спартакіади народів СРСР, який відбувався на стадіонах міст України.. Цей турнір українська команда виграла, перемігши у фіналі збірну Узбецької РСР з рахунком 1:0, а за перемогу на турнірі Художилов, крім золотих медалей, отримав також звання майстра спорту СРСР.